# Salih Korkmaz
Salih Korkmaz (* 1. Januar 1997 in Arguvan) ist ein türkischer Geher. Er ist Inhaber mehrerer Nationalrekorde über verschiedene Distanzen.

## Sportliche Laufbahn
Salih Korkmaz tritt seit 2015 in Gehwettkämpfen an. Im Juni wurde er türkischer Meister über 5 Kilometer und zudem U20-Meister über die 10-km-Distanz. Über diese Strecke ging er auch bei den U20-Europameisterschaften in Eskilstuna an den Start. Diesen Wettkampf beendete er auf dem 19. Platz. Ein Jahr später ging er über diese Distanz bei den U20-Weltmeisterschaften in Bydgoszcz an den Start. Im Vergleich zum Vorjahr erreichte er in 40:45,53 min fast vier Minuten eher das Ziel und konnte damit die Bronzemedaille gewinnen. Seit 2016 tritt er vor allem über die 20-km-Distanz an. In dieser Disziplin wurde er im Februar türkischer Vizemeister und nahm im Juli an den U23-Europameisterschaften teil, die wie ein zuvor die Juniorenweltmeisterschaften, in Bydgoszcz stattfanden. Mit persönlicher Bestleistung von 1:23:11 h kam er auf dem vierten Platz ins Ziel. Anschließend konnte in London an seinen ersten Weltmeisterschaften teilnehmen, konnte das Rennen allerdings nicht beenden. Ein Jahr darauf wurde er bei den Europameisterschaften in Berlin disqualifiziert. 2019 gewann Korkmaz zunächst zwei nationale Meistertitel über 10 und über 20 km. Im Juli startete er bei den U23-Europameisterschaften in Gävle. Mit einer Zeit von 1:21:32 h im Ziel konnte er die Silbermedaille gewinnen und stellte zudem einen neuen Nationalrekord auf. Das gesamte Rennen über führte er das Feld an und wurde erst auf den letzten 40 Metern von dem Russen Wassili Misinow überholt. Im Oktober nahm er in Doha an seinen zweiten Weltmeisterschaften teil. In der unter extremen Wetterbedingungen abgehaltenen Veranstaltung erreichte Korkmaz als Fünfter das Ziel und damit sein bislang bestes internationales Ergebnis bei den Erwachsenen.
2021 qualifizierte er sich zum ersten Mal für die Olympischen Spiele, konnte den Wettkampf, der in Sapporo ausgetragen wurde, allerdings nicht beenden. 2022 nahm er in München zum zweiten Mal an den Europameisterschaften teil und erreichte mit Platz 7 über 20 km sein bestes EM-Ergebnis. 2023 siegte Korkmaz Anfang August über 20 km bei den World University Games im chinesischen Chengdu. Zwei Wochen später trat er dann direkt wieder bei den Weltmeisterschaften in Budapest an. Dort belegte er über 20 km den 16. Platz. 2024 landete er bei seiner zweiten Teilnahme an den Olympischen Sommerspielen auf dem 45. Platz.

## Wichtige Wettbewerbe
| Jahr               | Veranstaltung             | Ort                | Platz              | Disziplin          | Zeit               |
| Startet für Türkei | Startet für Türkei        | Startet für Türkei | Startet für Türkei | Startet für Türkei | Startet für Türkei |
| ------------------ | ------------------------- | ------------------ | ------------------ | ------------------ | ------------------ |
| 2015               | U20-Europameisterschaften | Eskilstuna         | 19.                | 10 km Gehen        | 44:25,96 min       |
| 2016               | U20-Weltmeisterschaften   | Bydgoszcz          | 3.                 | 10 km Gehen        | 40:45,53 min       |
| 2017               | U23-Europameisterschaften | Bydgoszcz          | 4.                 | 20 km Gehen        | 1:23:11 h          |
| 2017               | Weltmeisterschaften       | London             |                    | 20 km Gehen        | DNF                |
| 2018               | Europameisterschaften     | Berlin             |                    | 20 km Gehen        | DSQ                |
| 2019               | U23-Europameisterschaften | Gävle              | 2.                 | 20 km Gehen        | 1:21:32 h          |
| 2019               | Weltmeisterschaften       | Doha               | 5.                 | 20 km Gehen        | 1:27:35 h          |
| 2021               | Olympische Spiele         | Tokio              |                    | 20 km Gehen        | DNF                |
| 2022               | Europameisterschaften     | München            | 7.                 | 20 km Gehen        | 1:20:50 h          |
| 2023               | World University Games    | Chengdu            | 1.                 | 20 km Gehen        | 1:23:40 h          |
| 2023               | Weltmeisterschaften       | Budapest           | 16.                | 20 km Gehen        | 1:19:49 h          |
| 2024               | Europameisterschaften     | Rom                |                    | 20 km Gehen        | DNF                |
| 2024               | Olympische Spiele         | Paris              | 45.                | 20 km Gehen        | 1:29:05 h          |

## Persönliche Bestleistungen
Freiluft
- 5000-m-Bahngehen: 19:30,79 min, 29. August 2020, Bursa
- 5-km-Gehen: 19:14 min, 3. September 2022, Van
- 10.000-m-Bahngehen: 39:26,92 min, 5. September 2020, Istanbul
- 10-km-Gehen: 41:53 min, 7. Mai 2016, Rom
- 20.000-m-Bahngehen: 1:28:07,46 h, 19. Mai 2018, Mersin
- 20-km-Gehen: 1:18:42 h, 6. März 2021, Antalya

Halle:
- 5000-m-Gehen: 19:13,59 min, 11. Januar 2020, Istanbul